# Wadersloh
Wadersloh er en by i Tyskland i delstaten Nordrhein-Westfalen med cirka 13.000 indbyggere. Den ligger i kreisen Warendorf, cirka 10 km nordvest for Lippstadt og 30 km øst for Hamm.